# Монтемилето (Авелино)
Монтемилето (итал. Montemiletto) је насеље у Италији у округу Авелино, региону Кампанија.
Према процени из 2011. у насељу је живело 2495 становника. Насеље се налази на надморској висини од 570 м.

## Становништво
Према резултатима пописа становништва 2011. у општини је живело 5.361 становника.
| 1931. | 1936. | 1951. | 1961. | 1971. | 1981. | 1991. | 2001. | 2011. |
| ----- | ----- | ----- | ----- | ----- | ----- | ----- | ----- | ----- |
| 5.140 | 5.637 | 6.155 | 5.565 | 4.565 | 4.807 | 5.285 | 5.312 | 5.361 |